# Корач, Сеид
Сеид Корач (люкс. Seid Korač; род. 20 октября 2001, Нидеркорн, Эш-сюр-Альзетт) — люксембургский футболист, защитник клуба «Дегерфорс».

## Клубная карьера
Футболом начинал заниматься в клубе «Оберкорн». В 2014 году перешёл в «Роданж 91». В его составе дорос до основной команды, в составе которой дебютировал в чемпионате Люксембурга 26 ноября 2017 года в игре с «Фолой».
В январе 2019 года перешёл в немецкий «Нюрнберг». В первой же игре за молодёжную команду отличился забитым голом. Со следующего сезона стал привлекаться к играм второй команды клуба в региональной лиге, приняв участие в 7 матчах в этом турнире.
11 августа 2021 года стал игроком датского «Эсбьерга». За новую команду впервые сыграл 13 августа в матче первого дивизиона с «Хорсенсом». В первый сезон провёл за команду 18 игр в чемпионате, в которых отметился одним забитым мячом. По итогам сезона клуб занял предпоследнее место в турнирной таблице и вылетел во второй дивизион. В августе 2022 года Корач на правах аренды до конца года отправился в кипрский «Акритас Хлоракас». За время аренды провёл 15 матчей в чемпионате Кипра и один в кубке страны.
12 января 2023 года подписал трёхлетний контракт со шведским «Дегерфорсом».

## Карьера в сборных
Выступал за юношеские сборные Люксембурга различных возрастов. 6 сентября 2019 года сыграл первый матч за молодёжную сборную в отборочном матче чемпионата Европы с Исландией.
11 ноября 2020 года дебютировал за национальную сборную Люксембурга в товарищеском матче со сборной Австрии, выйдя на замену после перерыва.

## Клубная статистика
| Выступление        | Выступление           | Выступление      | Лига | Лига | Кубки | Кубки | Конт. кубки | Конт. кубки | Итого | Итого |
| Клуб               | Лига                  | Сезон            | Игры | Голы | Игры  | Голы  | Игры        | Голы        | Игры  | Голы  |
| ------------------ | --------------------- | ---------------- | ---- | ---- | ----- | ----- | ----------- | ----------- | ----- | ----- |
| Роданж 91          | Национальный дивизион | 2017/18          | 4    | 0    | 0     | 0     | 0           | 0           | 4     | 0     |
| Роданж 91          | Итого                 | Итого            | 4    | 0    | 0     | 0     | 0           | 0           | 4     | 0     |
| Нюрнберг II        | Региональная лига     | 2019/20          | 2    | 0    | 0     | 0     | 0           | 0           | 2     | 0     |
| Нюрнберг II        | Региональная лига     | 2021/22          | 5    | 0    | 1     | 0     | 0           | 0           | 6     | 0     |
| Нюрнберг II        | Итого                 | Итого            | 7    | 0    | 1     | 0     | 0           | 0           | 8     | 0     |
| Эсбьерг            | 1-й дивизион          | 2021/22          | 18   | 1    | 0     | 0     | 0           | 0           | 18    | 1     |
| Эсбьерг            | Итого                 | Итого            | 18   | 1    | 0     | 0     | 0           | 0           | 18    | 1     |
| → Акритас Хлоракас | Дивизион А            | 2022/23          | 15   | 0    | 1     | 0     | 0           | 0           | 16    | 0     |
| → Акритас Хлоракас | Итого                 | Итого            | 15   | 0    | 1     | 0     | 0           | 0           | 16    | 0     |
| Всего за карьеру   | Всего за карьеру      | Всего за карьеру | 44   | 1    | 2     | 0     | 0           | 0           | 46    | 1     |

## Статистика в сборной
| Матчи и голы Сеида Корача за национальную сборную Люксембурга | Матчи и голы Сеида Корача за национальную сборную Люксембурга | Матчи и голы Сеида Корача за национальную сборную Люксембурга | Матчи и голы Сеида Корача за национальную сборную Люксембурга | Матчи и голы Сеида Корача за национальную сборную Люксембурга | Матчи и голы Сеида Корача за национальную сборную Люксембурга |
| №                                                             | Дата                                                          | Оппонент                                                      | Счёт                                                          | Голы                                                          | Соревнование                                                  |
| ------------------------------------------------------------- | ------------------------------------------------------------- | ------------------------------------------------------------- | ------------------------------------------------------------- | ------------------------------------------------------------- | ------------------------------------------------------------- |
| 1                                                             | 11 ноября 2020                                                | Австрия                                                       | 0:3                                                           | 0                                                             | Товарищеский матч                                             |

Итого: 1 матч и 0 голов; 0 побед, 0 ничьих, 1 поражение.